# Minettia dissimilis
Minettia dissimilis är en tvåvingeart som beskrevs av Collin 1966. Minettia dissimilis ingår i släktet Minettia och familjen lövflugor. Inga underarter finns listade i Catalogue of Life.